# Hilarempis basuta
Hilarempis basuta är en tvåvingeart som beskrevs av Smith 1967. Hilarempis basuta ingår i släktet Hilarempis och familjen dansflugor.
Artens utbredningsområde är Lesotho. Inga underarter finns listade i Catalogue of Life.